# Barrio del Pilar (metropolitana di Madrid)
Barrio del Pilar è una stazione della Metropolitana di Madrid della linea 9.
Si trova sotto l'intersezioni tra Calle Ginzo de Limia e Calle Melchor Fernández Almagro, nell'omonimo quartiere del distretto Fuencarral-El Pardo. La stazione serve il centro commerciale Madrid 2, noto anche col nome di La Vaguada.

## Storia
È stata inaugurata il 3 giugno 1983 come parte dell'allora linea 9B (anche conosciuta come 9N) che andava da Plaza de Castilla a Herrera Oria, passando a far parte dell'attuale linea 9 il 24 febbraio 1986.

## Accessi
Vestibolo Plaza de Mondariz
- Ginzo de Limia, impares Calle Ginzo de Limia, 29
- Ginzo de Limia, pares Calle Ginzo de Limia, 38

Vestibolo Melchor Fernández Almagro Aperto dalle 6:00 alle 21:40 meccanizzato il fine settimana e in estate (dal 2/6 al 29/9)
- Melchor Fernández Almagro Calle Ginzo de Limia, 11 (angolo con Calle Melchor Fernández Almagro)
- Ginzo de Limia, pares (pari) Calle Ginzo de Limia, 20